# Deuxième combat de Boom
Guerre des Paysans
Batailles
- Saint-Nicolas
- 1er Boom
- Merchtem
- Zele
- Malines
- 2e Boom
- Hooglede
- Moorslede
- Zonnebeke
- 1er Diest
- 1er Louvain
- Alost
- Turnhout
- Enghien-Hal
- Hérinnes
- Audenarde
- Leuze
- 2e Louvain
- Ingelmunster
- Duffel
- Herentals
- Arzfeld
- Clervaux
- Amblève
- Stavelot
- Pollare
- Londerzeel
- Kapelle-op-den-Bos
- Bornem
- Meerhout
- 2e Diest
- 3e Diest
- Mol
- Jodoigne
- Marilles
- Beauvechain
- Hélécine
- Kapellen
- Meylem
- Hasselt

Le deuxième combat de Boom se déroule les 25 et 26 octobre 1798 pendant la guerre des Paysans. Il s'achève par la victoire des républicains qui reprennent Boom aux insurgés.

## Prélude
Après la prise de Boom par les insurgés le 22 octobre 1798, Quarteer fait fortifier la place en faisant construire des barricades, lève des contributions et fait enrôler les jeunes habitants qui sont organisés en compagnies.
Cependant les républicains reoivent des renforts Anvers et le 25, une colonne de 200 soldats d'élite est envoyée sur Boom. Elle est constituée d'environ 100 grenadiers, 100 chasseurs à pied et quelques gendarmes avec plusieurs canons. Quarteer de son côté dispose de 1 500 paysans sous ses ordres, cependant ces derniers sont nettement moins bien aguerris et équipés que les soldats républicains, de plus ils ont été divisés en plusieurs groupes, affaiblissant ainsi le poids du nombre. Certains surveillent ainsi les navires de Castagnies sur le Rupel et l'Escaut afin de repousser un éventuel débarquement, tandis que d'autres ont pris part au combat de Malines contre Mazingant.

## Déroulement
Retranchés dans les maisons et derrière les barricades, les rebelles parviennent néanmoins à opposer une forte résistance, le combat s'engage le matin du 25 octobre et s'achève le lendemain. Les Républicains progressent grâce leur artillerie qui tire à la mitraille, ils s'emparent finalement du quartier-général des rebelles et délivrent des prisonniers. 80 à 100 maisons ont été détruites et plusieurs insurgés sont tués lors du combat, des habitants sont également assassinés par les Républicains, dont plusieurs femmes. Les paysans prennent la fuite, certains du côté de Willebroeck, d'autres vers Schelle et Niel où ils tentent d'opposer une ultime résistance, là aussi balayée par les grenadiers.

## Conséquences
Vaincu, Quarteer trouve refuge avec une partie de ses combattants dans l'armée de Rollier, mais le 27 octobre il est arrêté et jugé à Willebroeck par un conseil de guerre présidé par Rollier. L'ancien chef des insurgés de Boom est accusé de trahison ainsi que du vol d'un cheval et d'une somme d'argent. Cependant les récits divergent sur la sentence, d'après certains témoins Quarteer est condamné à mort et exécuté le jour même, selon d'autres il est acquitté par le conseil de guerre mais des exaltés opposés à ce jugement l'assassinent peu après.